# Atol

Animação mostrando o processo dinâmico da formação de um atol de coral. Os corais (representados em tons de roxo e de castanho-rosa) estabelecem um crescimento em volta do console oceânico, dando forma a um recife. Em circunstâncias favoráveis, o recife expandirá. Eventualmente o console do subsolo completamente abaixo da água, deixa um anel de crescimento do coral com uma lagoa aberta no centro. O processo da formação do atol demora 30 milhões de anos a ocorrer.

Um atol (do maldivense atolu) é uma ilha oceânica em forma de anel com estrutura coralínea e de outros invertebrados, constituindo em seu interior uma lagoa, sem nenhuma aparente conexão com as rochas da Crosta.
Um atol começa pela formação de um recife costeiro de corais ao redor de uma ilha vulcânica. À medida que esta ilha vai afundando o recife vai se acumulando e crescendo para fora em busca de águas mais ricas em nutrientes e transformando-se num recife de barreira. A parte central, com menor circulação de água fica preservada como uma laguna interior.
Atóis são ilhas oceânicas com formato de lagunas circulares que se formam a partir de vulcões soerguidos no assoalho oceânico.

## Atóis pelo mar
Os atóis são comuns em mares tropicais dos oceanos Pacífico e Índico. Os atóis mais notáveis de grandes arquipélagos são:
- Oceano Pacífico
  - Ilhas Carolinas
  - Ilhas do mar de Coral, com os atóis mais meridionais no mar da Tasmânia.
  - Havaí
    - Kure, o mais setentrional.

  - Quiribati
    - Ilha Christmas, nas Espórades Equatoriais, o maior do mundo em superfície com 575 km².

  - Ilhas Marshall
    - Bikini, local de experiências nucleares norte-americanas.

  - Tuamotu, o maior arquipélago de atóis.
    - Rangiroa, o segundo maior do mundo, com uma lagoa de 1 018 km².
    - Mururoa, local de experiências nucleares franceses.

  - Tuvalu
- Oceano Índico
  - Maldivas, o maior em área incluindo terra e lagoa.
  - Seicheles
- Oceano Atlântico:
  - Atol das Rocas no Estado do Rio Grande do Norte no Brasil.
  - oito atóis localizados na Colômbia.

## Galeria de imagens
Estas são algumas imagens de recifes na Oceania. (Os atóis Cosmoledo e Astove formam parte do grupo Aldabra das ilhas Seicheles).

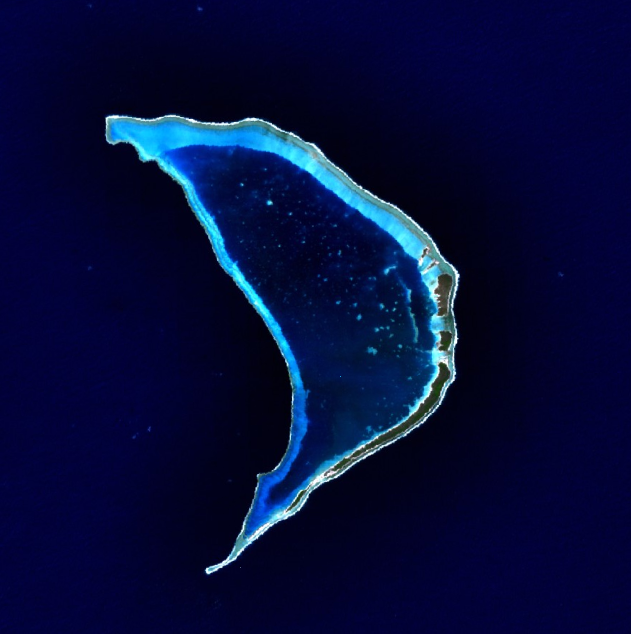
Atol de Bokak
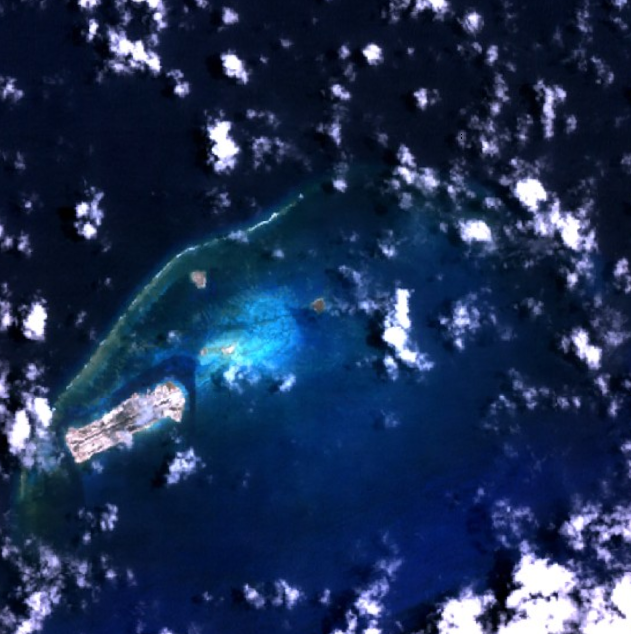
Atol de Johnston
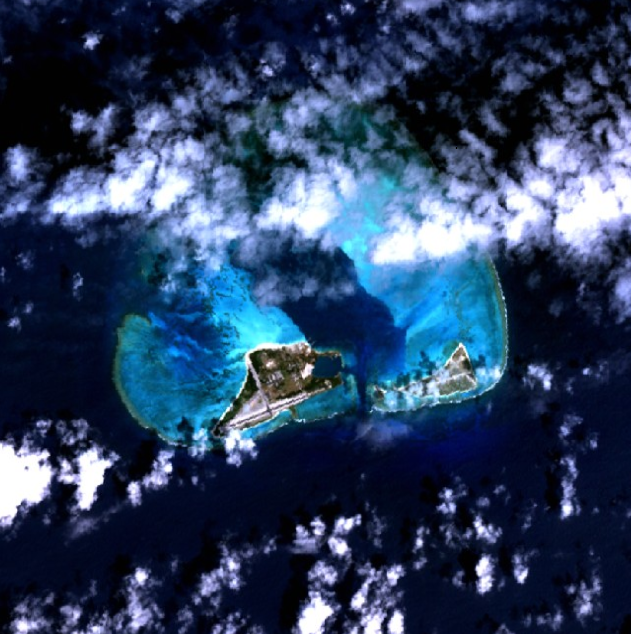
Atol de Midway
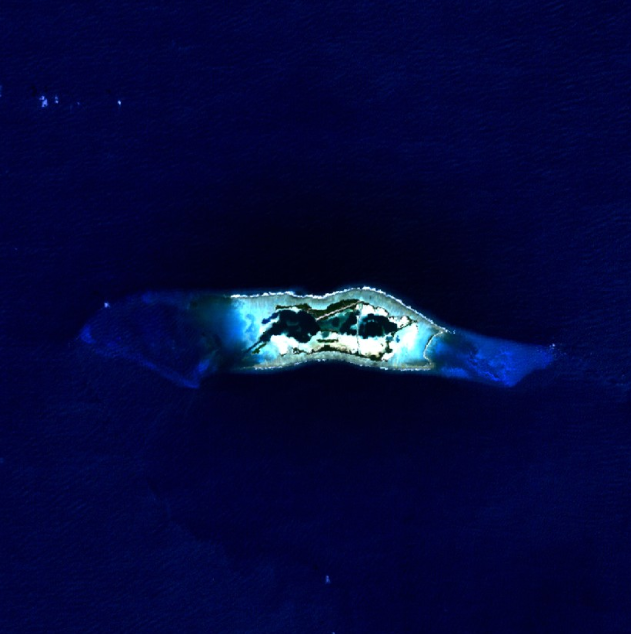
Atol Palmyra
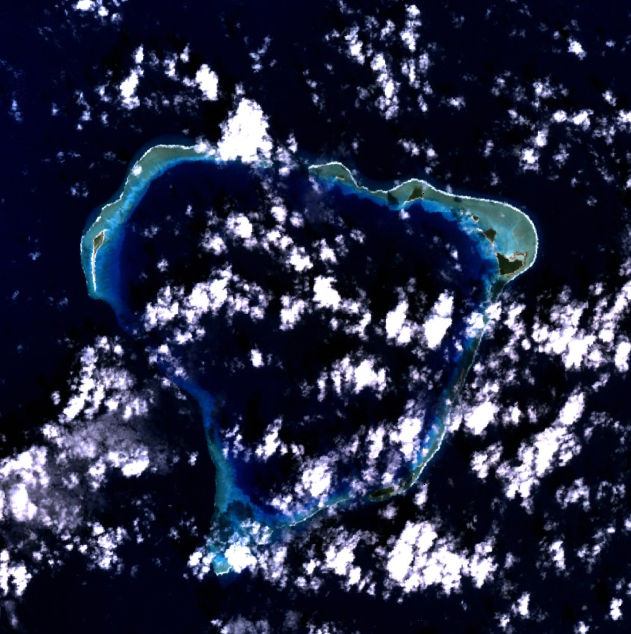
Atol de Rongerik
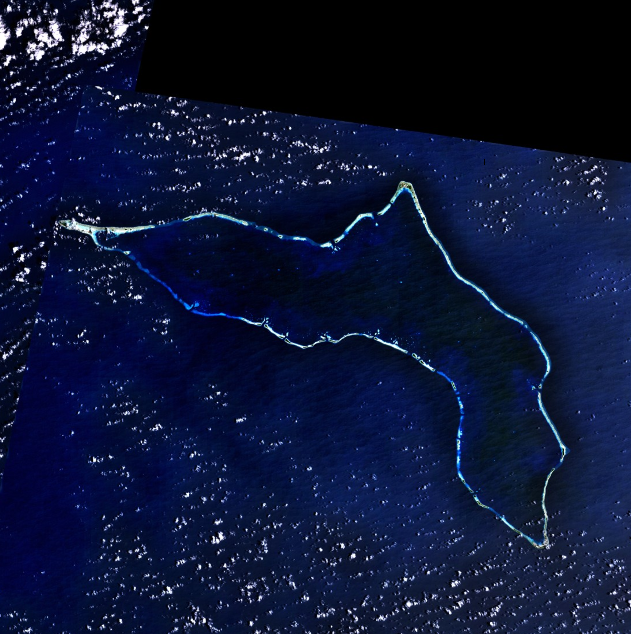
Atol de Kwajalein
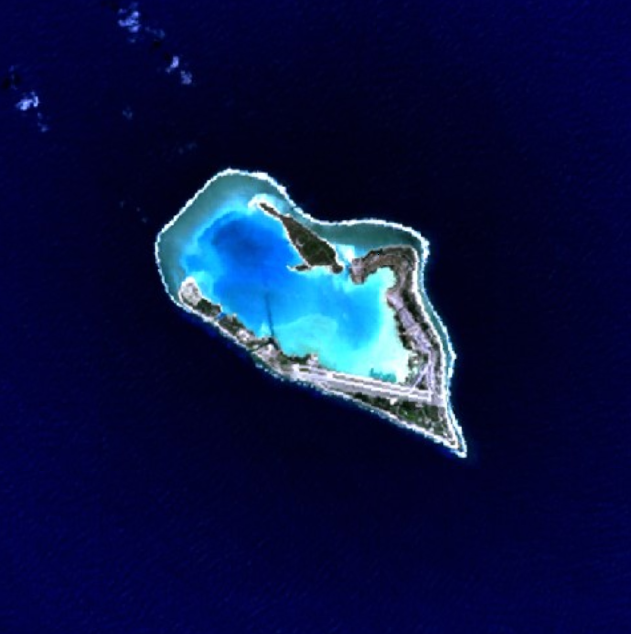
Atol de Wake
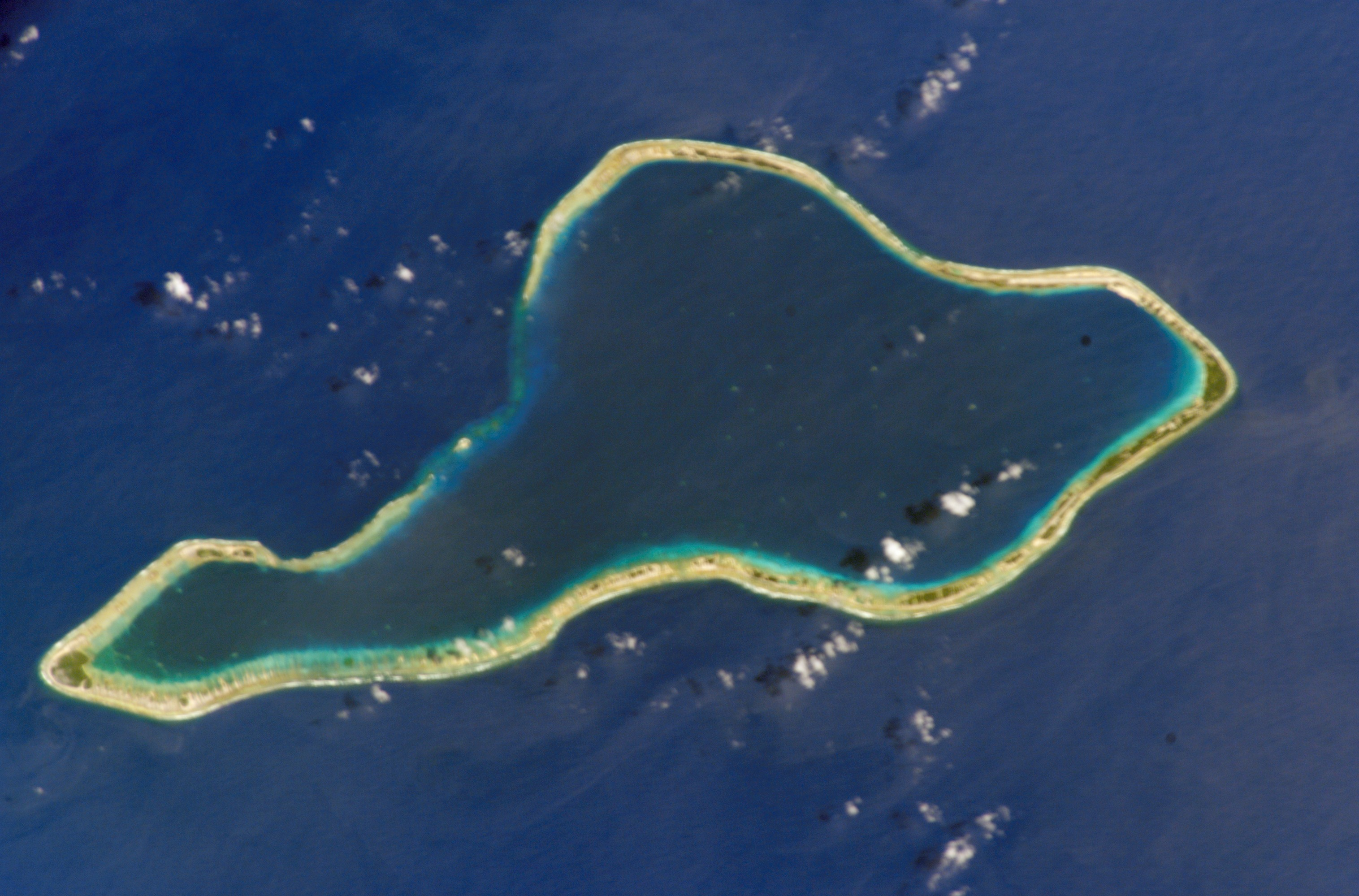
Atol Moruroa
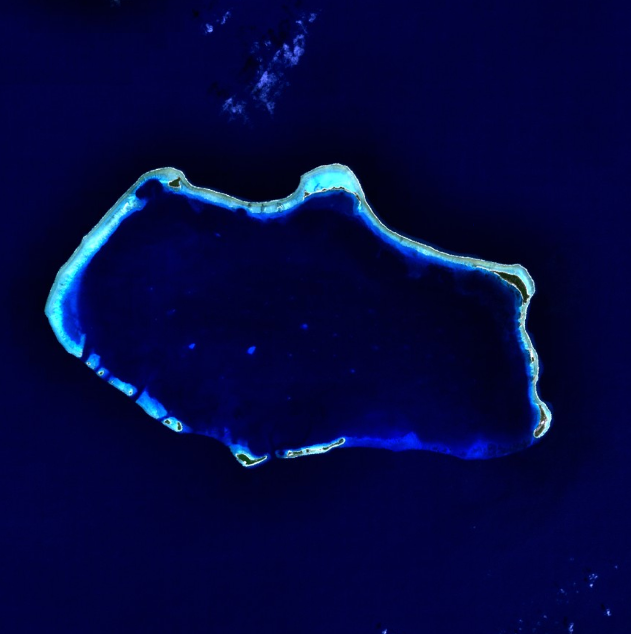
Atol de Bikini
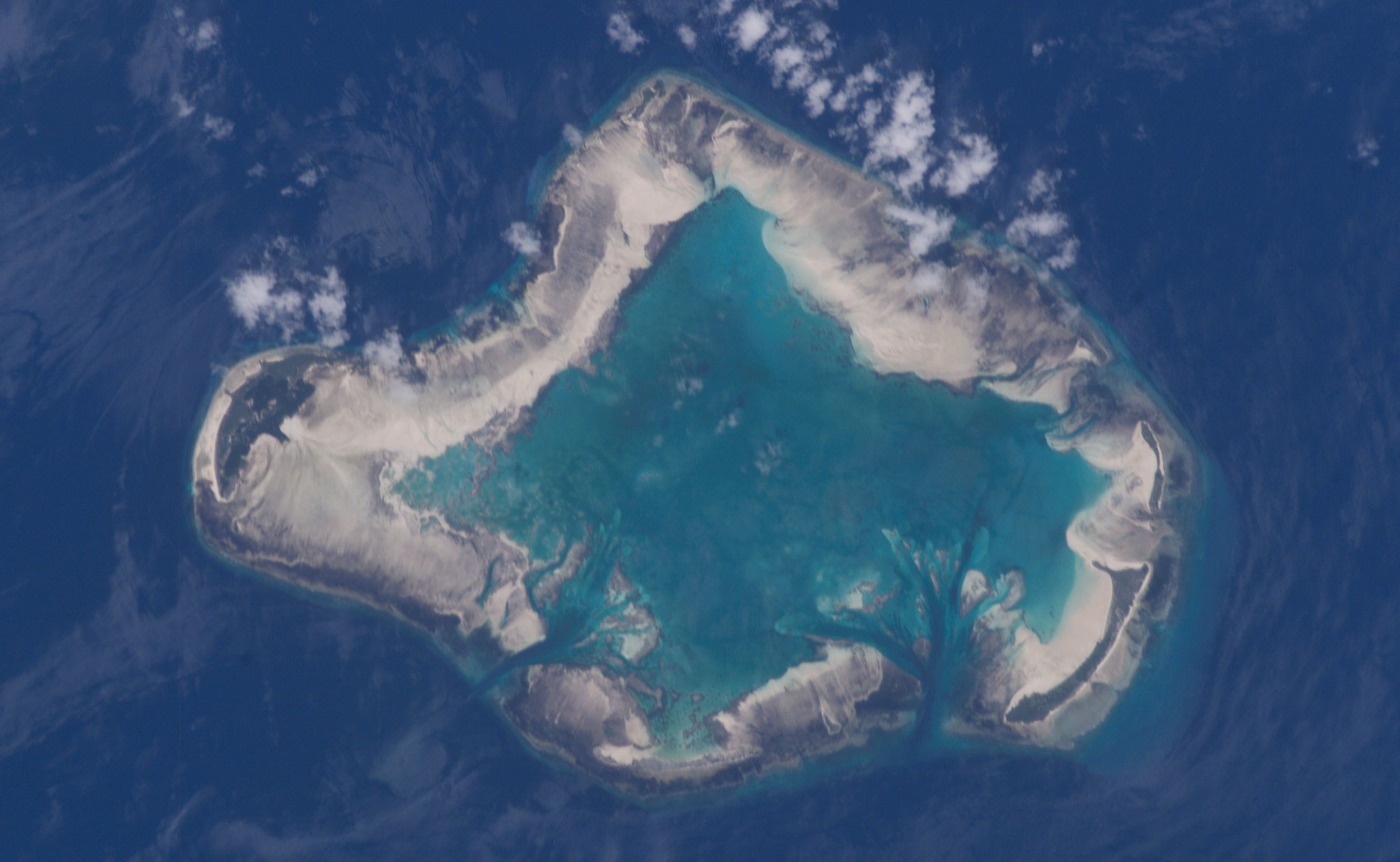
Atol de Cosmoledo
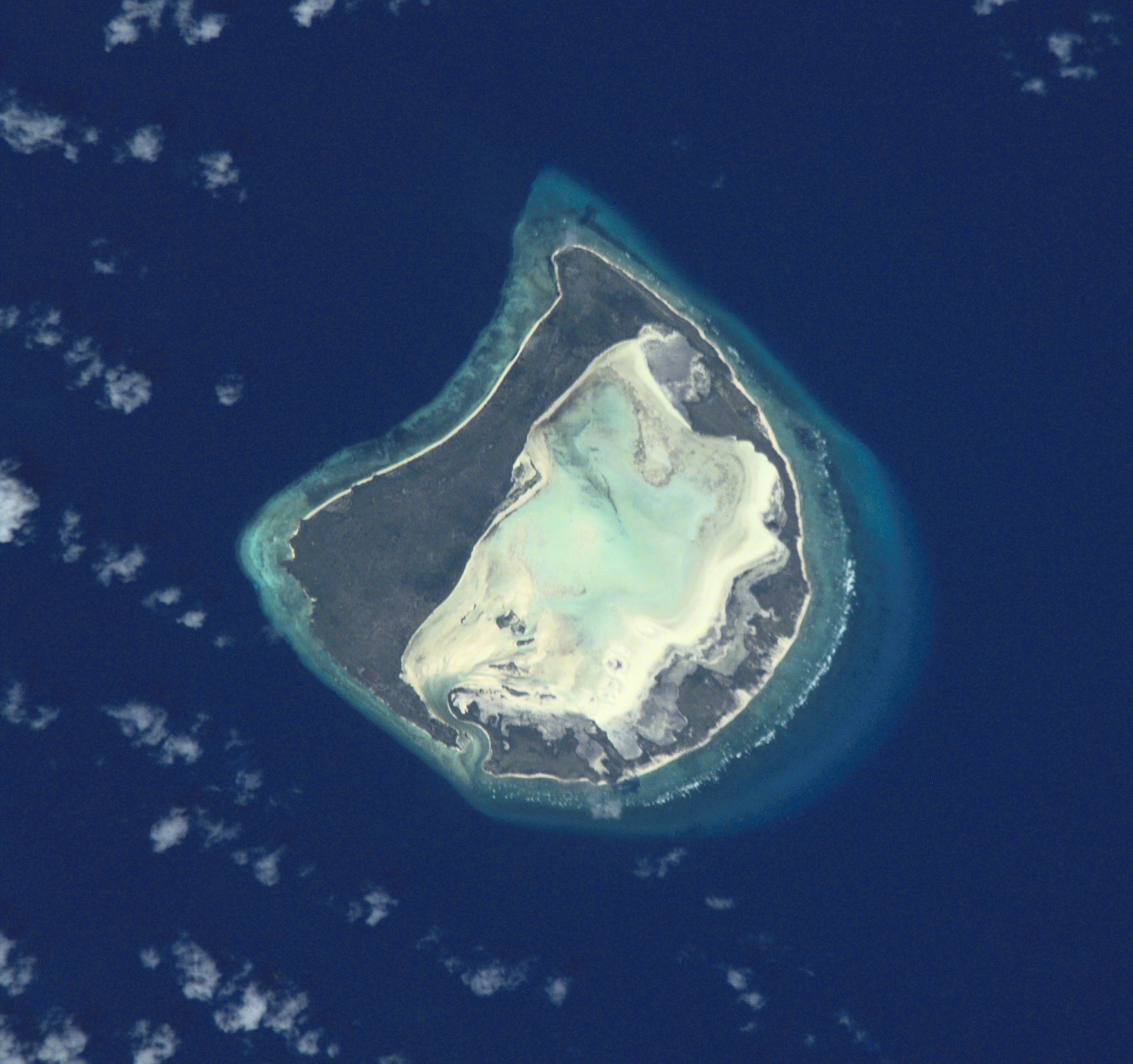
Atol de Astove
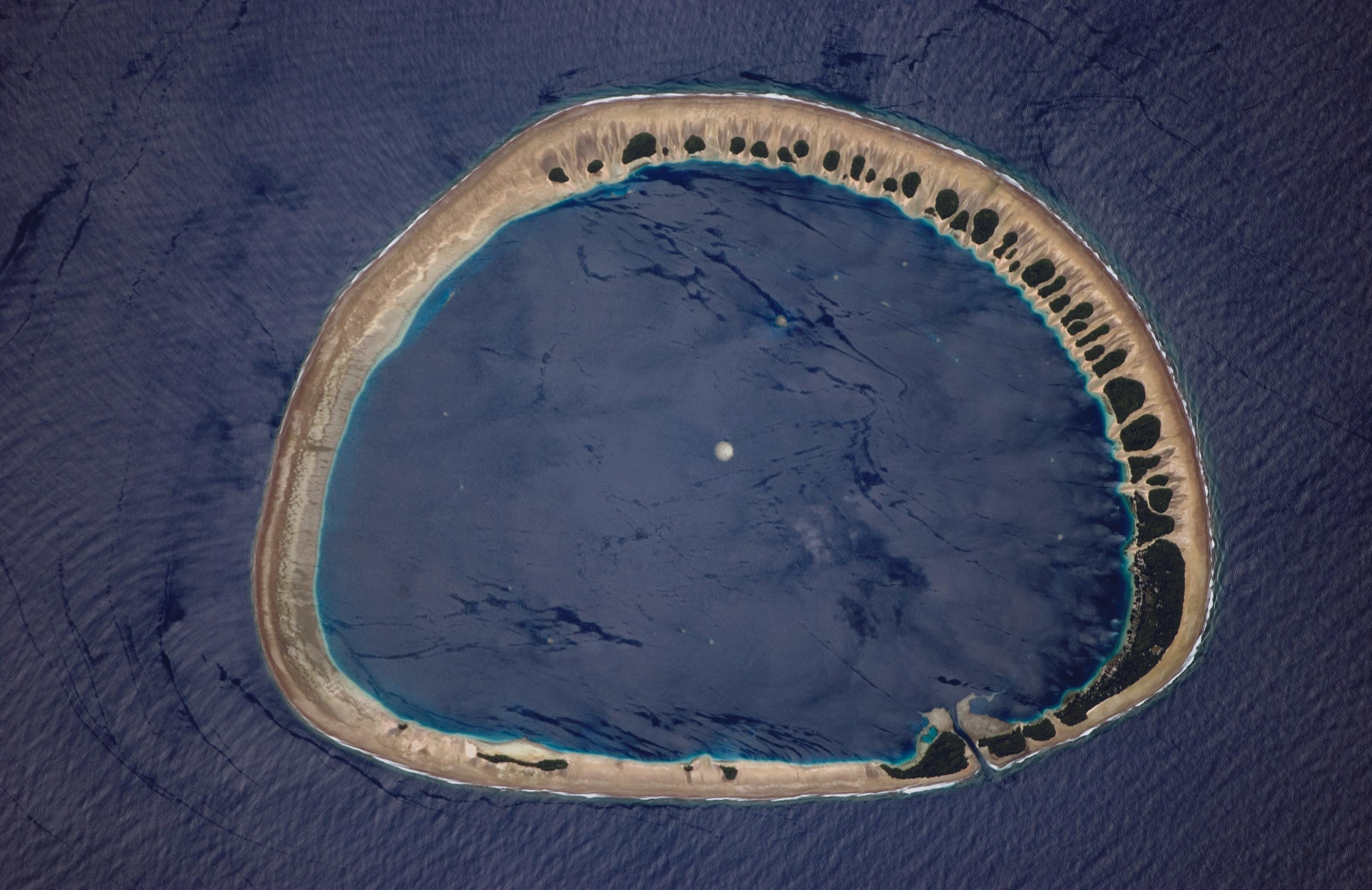
Atol de Nukuoro